# Europese hopbeuk
De Europese hopbeuk (Ostrya carpinifolia) is een boom  uit de berkenfamilie (Betulaceae). Het is geen familie van de beuk. De soort is afkomstig uit het zuiden van Europa en Anatolië. De boom wordt tot 15 m hoog. De plant heeft een ronde kroon en een grijze stam. De bladbasis is meestal rond. De vruchten zijn ovaal. Het uiteinde ervan is met haren bedekt.

## Naam
De soortaanduiding van de boom wijst op de vorm van het blad; carpinifolia betekent: blad zoals van Carpinus. De verwijzing naar hop in de Nederlandse naam komt van het uiterlijk van de bloesem die doet denken aan een hopbel. 
| Europese hopbeuk                                                             |
| ---------------------------------------------------------------------------- |
| - Jonge mannelijke katjes en bladeren in de herfst - Herfstbladeren - Schors |